# Tabanus canipalpis
Tabanus canipalpis är en tvåvingeart som först beskrevs av Jacques-Marie-Frangile Bigot 1892.  Tabanus canipalpis ingår i släktet Tabanus och familjen bromsar.
Artens utbredningsområde är Iran. Inga underarter finns listade i Catalogue of Life.